# Luís Paulo Alves
Luís Paulo de Serpa Alves (* 19. září 1961, Horta, Azory) je portugalský ekonom a politik spjatý s Azorami a od roku 2009 je poslanec Evropského parlamentu.

## Životopis
Získal bakalářský titul v oboru organizace a řízení podniků na Azorské univerzitě. Pokračoval v postgraduálním studiu na Vysoké škole ekonomie a managementu v Lisabonu. V roce 1989 by zaměstnaná ve firmě Unileite.
Držel mandát poslance Regionálního legislativního shromáždění Azor. Ve volbách 2009 do Evropského parlamentu byl zvolen z kandidátky strany Partido Socialista. V Evropském parlamentu je členem Výboru pro regionální rozvoj a Delegace ve Smíšeném parlamentním shromáždění AKT-EU.